# فرانسيسكو توماس غارسيا
فرانسيسكو توماس غارسيا (بالإسبانية: Francisco Tomás García)‏ ولد بتاريخ 5 نوفمبر 1975 في مدريد، هو دراج إسباني سابق في صنف سباق الدراجات على الطريق.

## روابط خارجية
- فرانسيسكو توماس غارسيا على موقع الاتحاد الدولي للدراجات (الإنجليزية)
- فرانسيسكو توماس غارسيا على موقع أرشيف الدراجات (الإنجليزية)
- فرانسيسكو توماس غارسيا على موقع إحصائيات الدراجات الإحترافية (الإنجليزية)
- فرانسيسكو توماس غارسيا على موقع نسبة الدراجات (الإنجليزية)
- فرانسيسكو توماس غارسيا على موقع CycleBase (الإنجليزية)